# Gilbert de Clare (1e graaf van Pembroke)
Gilbert fitz Gilbert de Clare (Tonbridge, ca. 1100 – 6 januari 1148) werd verheven tot graaf van Pembroke in 1138. Hij was beter bekend onder zijn bijnaam Strongbow.

## Leven
Gilbert de Clare werd geboren in Tonbridge als tweede zoon van Gilbert fitz Richard de Clare en Adeliza (Alice) de Claremont. Hij begon zonder eigen land en rijkdom, maar was nauw verwant met zeer machtige mannen, met name zijn ooms Walter de Clare en Roger de Clare.
In 1136 leidde Gilbert fitz Gilbert een expeditie tegen Exmes en verbrandde delen van de stad, waaronder de kerk van Notre Dame, maar werd door de troepen van graaf Willem III van Ponthieu aangevallen en ontsnapte slechts aan de daaropvolgende mêlee na zware verliezen te hebben geleden.
Gilbert werd vanaf 1131 een baron, dit is een hoofdleenman in Engeland, nadat hij het landgoed van zijn oom Roger de Clare had geërfd, waartoe de baronieën en kastelen van Bienfaite en Orbec in Normandië behoorden. Hij bezat vanaf 1138 ook de heerlijkheid Nether Gwent en het kasteel van Striguil (later Chepstow), die aan zijn oom Walter de Clare hadden toebehoord. Datzelfde jaar verhief koning Stefanus hem tot graaf van Pembroke en gaf hem het district en kasteel Pevensey.
Na Stefanus' nederlaag bij Lincoln op 2 februari 1141 (waarbij Gilbert samen met andere edelen van het slagveld zou zijn weggevlucht), was Gilbert een van de mensen die zich nu rond keizerin Mathilde schaarden toen ze in juni Londen innam, maar hij was er ook bij in Canterbury toen Stefanus eind 1141 opnieuw tot koning werd gekroond. Hij zou vervolgens deelgenoot zijn geweest een complot van Godfried V van Anjou tegen Stefanus, maar toen deze ineenstortte, keerde hij terug aan de zijde van Stefanus, die hij bij de belegering van Oxford eind 1142 bijstond.
In 1147 kwam hij in opstand toen Stefanus weigerde om hem de kastelen, die door zijn neef Gilbert, 2e graaf van Hertford, waren overgegeven, te geven, waarna de koning optrok naar zijn dichtstbijzijnde kasteel en hem bijna wist gevangen te nemen. De graaf lijkt echter vrede te hebben gesloten met Stefanus voor zijn dood het volgende jaar.
Hij werd in de Tintern Abbey begraven, die in 1131 door zijn oom Walter was gesticht.

## Familie
Hij trouwde met Isabella van Beaumont, voor 1130, dochter van Robert van Beaumont, 1e graaf van Leicester, graaf van Meulan, en Isabella van Vermandois. Isabella was voorheen de minnares van koning Hendrik I van Engeland geweest.
Bij haar had Gilbert de volgende kinderen:
- Richard de Clare, 2e graaf van Pembroke[12]
- Basilia, die trouwde met (1) Raymond FitzGerald (Raymond le Gros), (2) Godfried FitzRobert.[13]
- een dochter die trouwde met Willem (William) Bloet.[14]